# 善撲營總統大臣
善撲營總統大臣，或稱管理善撲營大臣、佩帶善撲營印鑰，為清朝總領管理善撲營營務之首長職官，員額不定，由皇帝於都統、前鋒統領、護軍統領、副都統內特簡兼充。

## 建置
康熙八年（1669年）以善撲侍衛制服輔政大臣鰲拜後設立善撲營，設總統大臣若干人綜理營務，即善撲營總統大臣，下設翼長6人統轄營眾、協理事務翼長2人、筆帖式6人、藍翎侍衛3人等職官及營眾300名。總統大臣並負責由八旗勇士選拔善撲營眾，演習摔跤、射箭、騙馬等戰技，並於皇帝巡幸時參與扈從宿衛；宴請蒙古藩部時率善撲營隨侍預備呈演技藝；每年孟冬皇帝駕臨瀛台閱馬，總統大臣率善撲人等於御前表演；紫光閣御試武進士時，總統大臣選派善撲人等供事，以勇射30人預備較射弓力、善撲10人搬移石塊。